# Благовещенский переулок
Благове́щенский переу́лок — улица в центре Москвы в Пресненском и Тверском районах между Трёхпрудным переулком и Тверской.

## Происхождение названия
Первоначально назывался Чёрный переулок по фамилии купца Чёрного, одного из домовладельцев конца XVIII века. С начала XIX века переулок стал называться Благовещенский по церкви Благовещения Пресвятой Богородицы (известна с 1621 года, разрушена в 1929 году).

## Описание

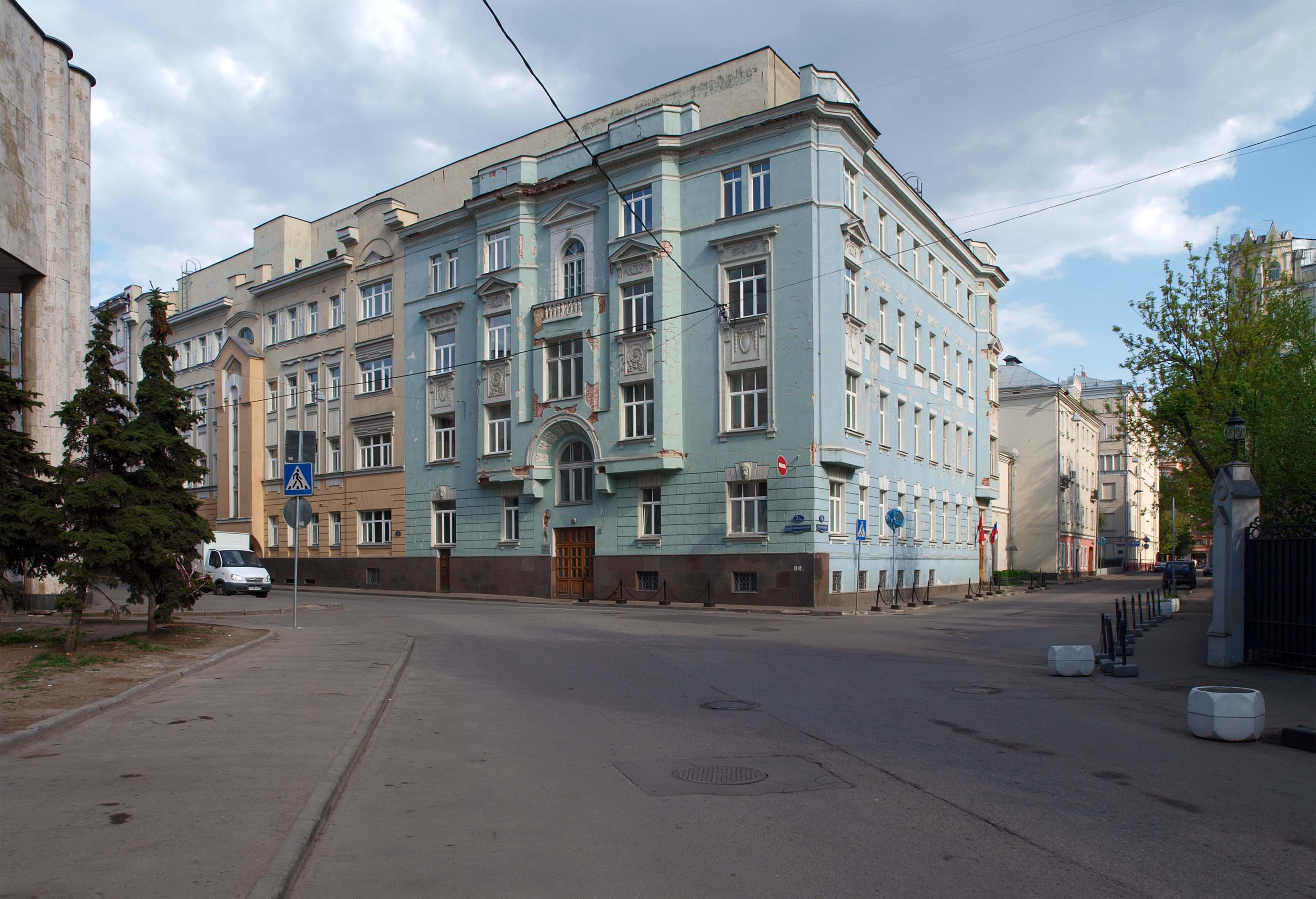
№ 2/16. Перекрёсток Благовещенского (налево), Трехпрудного (направо) и Ермолаевского переулков.

Благовещенский переулок начинается от Трёхпрудного переулка, где последний переходит в Ермолаевский, проходит на северо-восток и выходит на Тверскую улицу напротив Старопименовского переулка.

## Примечательные здания и сооружения
По нечётной стороне:
- № 1 — Новое здание «гуманитарной», бывшей Военно-политической Академии (1988—1989, архитекторы В. Гинзбург, Ю. Филлер, Ю. Лебедева и др.)[1].
- № 1а — Комиссаровское техническое училище (1870, архитектор К. В. Гриневский). В отреставрированном здании ныне размещается резиденция «Дом на Маяковке»[2].
- № 3 — Доходный дом А. И. Синицина (1909, архитектор С. М. Гончаров).
- № 5 — жилой дом. Здесь жил артист эстрады Аркадий Райкин[3].

По чётной стороне:
- № 2/16 — Медицинский центр Управления делами мэра и правительства г. Москвы ГУП, детская поликлиника.
- № 2/16, строение 1 — жилой дом. В рамках гражданской инициативы «Последний адрес» на доме установлен мемориальный знак с именем зубного врача  Давида Максимовича Вольпе[4], расстрелянного сотрудниками НКВД 3 ноября 1937 года[5].  В базе данных правозащитного общества «Мемориал» есть имена четырёх жильцов этого дома, расстрелянных в годы террора[6].
- № 6 — Медицинский центр Управления делами мэра и правительства г. Москвы ГУП, поликлиника № 1.
- № 10 — Генеральная прокуратура РФ (приёмная) до 2022 года.

## Упоминание в литературе
В многоквартирном доме № 8 проживают герои романа Леонида Леонова «Русский лес».